# Сатпаєвський сільський округ (Баянаульський район)
Сатпа́євський сільський округ (каз. Сәтбаев ауылдық округі, рос. Сатпаевский сельский округ) — адміністративна одиниця у складі Баянаульського району Павлодарської області Казахстану. Адміністративний центр — село Каниш Сатбаєв.
Населення — 1091 особа (2021; 1513 у 2009, 1981 у 1999, 2286 у 1989).
Станом на 1989 рік існувала Сатпаєвська сільська рада (села Айрик, Буркутти, Каращі, Кокдомбак, Тендік). Села Айрик, Буркутти були ліквідовані 2005 року.

## Склад
До складу округу входять такі населені пункти:
| Населений пункт     | Старі назви    | Населення, осіб (1989) | Населення, осіб (1999) | Населення, осіб (2009) | Населення, осіб (2021) |
| ------------------- | -------------- | ---------------------- | ---------------------- | ---------------------- | ---------------------- |
| Айрик, село         | -              | 13                     | 3                      | -                      | -                      |
| Буркутти, село      | -              | 12                     | 40                     | -                      | -                      |
| Каниш Сатбаєв, село | Каращі, Караші | 1140                   | 931                    | 589                    | 470                    |
| Кокдомбак, село     | -              | 259                    | 201                    | 229                    | 51                     |
| Муса Шорманов, село | Тендік         | 862                    | 806                    | 695                    | 570                    |